# ごまっとう
ごまっとうは、日本の女性アイドル集団ハロー!プロジェクトのソロボーカリストである後藤真希、松浦亜弥、藤本美貴の3人が2002年10月に結成した期間限定ユニットの名前である。

## 概要
ユニット名は3人の頭文字である、後藤の後、松浦の松、藤本の藤（「とう」と読ませる）に由来しており、ハロー!プロジェクトのプロデューサーであるつんく♂（シャ乱Q）が命名。それぞれソロで活動していたが、2002年11月、初めてごまっとうとしてテレビに登場した。
当初、ピッコロタウンのCD番号としては後藤真希のソロ独立第1作がリリース予定されていたが、それがキャンセルされて急遽ごまっとうを結成し、シングルリリースとなった経緯が有る。そのため、シングルはピッコロタウン（キングレコード扱い）から発売されている。実質的な活動は、同月に発売されたシングルCDと翌月に発売されたDVD「SHALL WE LOVE?」のみである。
後藤真希・松浦亜弥・藤本美貴の3人組ユニット“ごまっとう”を結成し、リリースされ、シングル曲「SHALL WE LOVE?」もヒットした。
2025年2月23日、過去にリリースした楽曲を翌24日より各サブスクリプション型（定額制）音楽ストリーミングサービスで配信開始することを発表。

## 音楽

### シングル
1. SHALL WE LOVE? （2002年11月20日）[4]

### アルバム
- ハロー!プロジェクト スペシャルユニット メガベスト（2008年12月10日）[5]

### DVD/VHS（シングル）
1. シングルV・SHALL WE LOVE? （2002年12月4日）

## その他

### ラジオ
- ごまっとうサンタがやってきた

ニッポン放送で、当時藤本美貴 ハート・デイズ・レディオと松浦亜弥Let's do it!!と言う番組がそれぞれあったが、それを跨いで2002年クリスマスだけ特別番組を2晩に分け、枠も大幅拡大して放送された。後藤は別収録のナレーターに徹し、松浦と藤本がそれぞれの家（番組）に訪ねて来るという企画。

### ごまっとうパンツ
- Shall We LOVE?リリース当時テロテロの生地の女物のズボンが流行。ラジオで松浦亜弥が既に流行になっているそのズボンを命名。

### TLCの影響
楽曲にR&Bの要素を取り入れ、結成時のマスコミ報道でTLCの名が挙げられた。次の点でアメリカのTLCの影響を大きく受けていると思われる。
- メンバーの頭文字からユニット名を付ける
- 活動時の衣装や髪型